# Епістократія
Епістократія — тип структури політичної влади, при якому більш обізнаним або краще освіченим громадянам, не тільки фактично, а й за законом, надається більше політичної влади. Виборча система вважається епістократичною у тому випадку, якщо право голосу розподіляється на основі критеріїв проінформованості чи політичної компетентності. Практичне впровадження таких систем призначене захистити суспільство від загрози неосвіченого популізму та інших відомих практичних та теоретичних недоліків сучасних демократій.
Термін епістократія (з грецьк. ἐπιστήμη «знання, уміння» + κράτος «влада») — неологізм, викуваний з метою критики філософом Девідом Естлундом для позначення політичних систем, варіанти яких були описані ще Платоном у «Державі» та Джоном Стюартом Міллем у книзі «Роздуми про представницьке урядування», а також будь-яких дотичних систем із незагальним виборчим правом на основі знань. На відміну від поширених у XVIII-XIX ст. практичних й теоретичних обмежень виборчого права на основі статі чи майнового цензу, епістократична пропозиція зосереджується на принципі компетентності.

## Основні тези епістократії
Оскільки голосування — це не тільки індивідуальний вибір особисто для себе, а здійснення влади над іншими, епістократи послідовно обстоюють наступні положення:
1. електорат при демократії систематично незнаючий, дезінформований, нераціонально ставиться до політики;
2. як наслідок — демократичний електорат у цілому схильний підтримувати неоптимальну політику, яка не була б підтримана, якби виборці були більш поінформовані, або більш раціональні;
3. політики при демократії орієнтуються на дезінформований електорат, і це призводить до збільшення шансів реалізовувати погану політику, що подобається такому електорату;
4. епістократи заперечують, що демократія є притаманно справедливою;
5. епістократи стверджують, що, незважаючи на можливі зловживання, у реальному світі епістократія здатна забезпечити суттєво справедливіші результати, ніж демократія.

### Принцип компетентності
Для обґрунтування епістократичної пропозиції Джейсон Бреннан пропонує інструменталістське тверження про те, що несправедливо використовувати некомпетентну політичну систему прийняття відповідальних рішень, коли доступною є більш компетентна. В узагальненій формі принцип компетентності формулюється так:
|                                                                           | Є презумптивно несправедливим і порушує громадянські права примусове позбавлення громадянина життя, свободи або майна чи завдавання істотної шкоди його життєвим перспективам у результаті рішень, прийнятих некомпетентним деліберативним органом, або рішень, прийнятих некомпетентно чи недобросовісно. Політичні рішення є презумптивно леґітимні та правомочні тільки тоді, коли вироблені компетентними політичними органами компетентно та добросовісно. |
| — Джейсон Бреннан. Проти демократії. — К.: Дух і Літера, 2020. — С. 213.) | |

## Форми епістократії
При епістократії можуть зберігатися більшість звичайних особливостей республіканського представницького урядування: політична влада поширена, а не зосереджена в руках небагатьох, є стримування та противаги, розділені гілки влади тощо. Але за законом при епістократії основоположна політична влада розподіляється не рівномірно, а на основі знань чи компетентності. Подібно до того, як існує багато форм демократії, у роботах сучасних філософів і політичних теоретиків (Каплан Б., Малліґан Т., Крістіано Т., Лопес-Ґерра К. та ін.) було запропоновано багато можливих форм епістократії. Зокрема, зведення найчастіше пропонованих форм епістократії зробив політичний філософ Джейсон Бреннан у книзі «Проти демократії»:
1. Обмежене виборче право. За замовчанням ніхто з громадян не має права голосу. Його можуть одержати тільки ті, хто складе іспит з політичної компетентності або здобуде певну освіту[5].
2. Множинне голосування. Запропонована Джоном Стюартом Міллем в XIX ст. система заснована на тому загальному положенні, що мати право голосу не означає мати право рівного голосу. Всі мають за замовчанням принаймні один голос, але ті, хто може скласти іспит чи здобути освіту, одержують додаткові голоси. (Вага одного голосу може дорівнювати нулю.)
3. Епістократичне вето. Закони й рішення приймаються в звичайний демократичний спосіб обраними демократичними органами влади, але певного типу епістократична рада знаючих чи експертів, на кшталт сучасного верховного суду, наділена правом накладати на них вето, при цьому не має права приймати самі закони чи рішення. (Може вважатися як епістократичною, так і демократичною формою.)
4. Виключно ціннісне голосування. Виборці голосують виключно за цілі урядування, але не за засоби. При цьому технократичні уряди мають розробляти таку політику, що повинна реалізовувати ці цілі найкращим чином.
5. Лотерея виборчого права. Випадковим жеребкуванням обираються виборщики, котрі зможуть здобути право стати виборцями тільки тоді, якщо пройдуть відповідні тренінги з формування компетентності (К. Лопес-Ґерра).
6. Урядування за допомогою імітації всезнаючого оракула. При цій формі епістократії голосувати можуть усі, але під час виборів у виборців збирається певна демографічна інформація та проводиться тестування з основних політичних знань, щоб потім методами соціології («зважування» голосів) визначити те, чого хотів би демографічно ідентичний, але при цьому повністю поінформований електорат.

Перелік форм епістократії або таких структур влади, що можуть бути визначені водночас і як епістократичні, і як демократичні, цим не вичерпується. Наприклад, філософи Бен Сондерс та Алекс Ґерреро розглянули варіант лотократії, системи з випадковим розподілом права голосу. Економісти Робін Хенсон та Майкл Абрамович запропонували предиктократію або ж «футархію», що основана на запровадженні ринку ставок для визначення політики.
На думку епістократів, запропоновані системи обмеження електорату тільки знаючими виборцями не мають нічого спільного з правлінням вузької ради експертів, з Платонівською ідеєю «царів-філософів», або ж, наприклад, з дискримінаційними тестами на грамотність Джіма Кроу, що були колись запроваджені для дискримінованих груп виборців у США. Проте так само, як зловживань і викривлень зазнають реальні демократії, можливі реалізації епістократії також не будуть убезпечені від них. З інструментального погляду тип структури політичної влади — не більше, ніж інструмент, і на основі емпіричних даних має бути замінений кращим інструментом, якщо це можливо.

## Критика
Новітнє повернення політичних філософів і теоретиків до питання епістократії розпочалося з критики цієї системи з деонтологічних, процесуальних підстав (т. зв. демографічне заперечення Девіда Естлунда). З виходом у світ роботи Дж. Бреннана «Проти демократії» (2016), в котрій було розглянуто основні теоретичні заперечення та можливі відповіді на них, дискусія навколо епістократичної пропозиції предметно ведеться по кількох напрямах. Як з традиційних позицій захисту епістемічної та моральної цінності демократії та обстоювання тези, що епістократія, можливо, є притаманно несправедливою, так і з інструментального, консеквенціалістського погляду.

### Демографічне заперечення
Найбільшу увагу критиків привертає відмічене в перших же критичних роботах демографічне заперечення деяких форм епістократії, яке стверджує, що оскільки політичні знання не розподілені однаково між усіма демографічними групами, то на практиці бідні, зубожілі, представники етнічних та расових меншин (зокрема, чорношкірі в США), жінки, безробітні та інші знедолені групи будуть менше представлені в епістократичному електораті, ніж привілейованіші групи. Див. також відповіді на найчастіше повторювані критичні зауваження:
|                                                                           | Таким чином, якщо ви хочете одержати якісніше урядування з більш справедливими результатами, тоді повинні виступати за експериментування з епістократією на заміну демократії. Якщо ви хочете уникнути тих нарікань, що їх закидає «демографічне заперечення», то маєте ще більше причин схилятися на користь експериментування з епістократією на заміну демократії. Якщо ж ви наполягатимете на перевазі демократії перед епістократією, то це означає, що ви будете наполегливо захищати політичні системи, при котрих ті, хто має гроші та вплив, фактично володіють більшою часткою влади, ніж бідні та знедолені. Звичайно, якби реальна демократія працювала саме так, як було задумано, це не становило би проблеми, але насправді демократія так, як було задумано, не працює. |
| — Джейсон Бреннан. Надаючи справі епістократії справедливий розгляд, 2019 | |